# Кацу Кайсю
Кацу Кайсю (яп. 勝 海舟, 12 марта 1823 — 21 января 1899) — японский государственный деятель, морской офицер и инженер периода позднего сёгуната Токугава и начального периода Мэйдзи в Японии. «Кайсю» — его прозвище, его настоящее имя было Ёсикуни (義邦). Он изменил своё имя на Ясуёси (安芳) после Реставрации Мэйдзи.
Кацу Кайсю дослужился до должности верховного уполномоченного (яп. 軍艦奉行, гункан бугё:) во флоте Токугава. Он более всего известен своей ролью в сдаче Эдо.

## Жизнь
Кацу родился в Эдо (ныне Токио) в семье чиновника сёгуната Токугава невысокого ранга. В юности он изучал голландский язык и европейскую военную науку и в конце концов был назначен правительственным переводчиком, когда европейские державы пытались установить контакты с Японией. Кайсю заслужил репутацию эксперта в западных военных технологиях.
Затем он занимал пост директора по подготовке в Морском центре Нагасаки вместе с Нагаи Наоюки между 1855 и 1859 годами, после чего стал офицером военно-морского флота сёгуна в 1860 году.

## Военная служба
В 1860 году Кацу был назначен командовать «Канрин-мару» и возглавлял первую японскую делегацию в Сан-Франциско, Калифорния, на пути в Вашингтон, округ Колумбия, для формальной ратификации из договора Харриса.
Во время Войны Босин оставался верен сёгунату, но в 1868 году подписал капитуляцию замка Эдо перед Сайго Такамори и вместе с последним сёгуном отправился в изгнание в Сидзуоку.

## Последние годы
Кацу ненадолго вернулся на службу в качестве заместителя министра Императорского флота в 1872 году, а затем секретаря военно-морского флота между 1873 и 1878 годами. Кацу много писал о военно-морском флоте до своей смерти в 1899 году.